# Leptinotarsa haldemani
Leptinotarsa haldemani  (лат.) — вид жуков-листоедов рода Leptinotarsa из семейства Chrysomelidae. Северная Америка: Мексика, США. Свое название получил в честь американского энтомолога С. С. Холдемана.

## Описание
Среднего размера жуки-листоеды (около 1 см), сходные с колорадским жуком. Голова, грудь и надкрылья одноцветные, зелёного, голубоватого, или фиолетового цвета.